# Завод титанового шлаку у Джизані
Завод титанового шлаку у Джизані – підприємство хімічної промисловості, яке працює на південному заході Саудівської Аравії. 
За проектом завод має переробляти імпортований ільменітовий концентрат та щорічно виробляти 500 тисяч тон титанового шлаку та 235 тисяч тон чавуну високої чистоти. Технологію розробила фінська компанія Metso Outotec, а головним елементом обладнання є електрична піч потужністю 60 МВт. 
Первісно запуск підприємства планували на 2017 рік, втім, проект посувався із затримками і лише наприкінці 2021-го справа дійшла до перших плавок. 
Проект реалізували через компанію Advanced Metal Industries Company (AMIC), яка знаходилась під контролем National Industrialization Company (Tasnee) – на 50% напряму і на 50% через National Titanium Dioxide Company Ltd (Cristal), в якій 79% належить Tasnee.
Продукція підприємства передусім призначена для заводу діоксиду титану в Янбу, який на момент початку будівництва в Джизані так само належав групі Tasnee.